# Никітіно (Ніколаєвський район)
Никітіно (рос. Никитино) — село в Ніколаєвському районі Ульяновської області Російської Федерації.
Населення становить 45 осіб. Входить до складу муніципального утворення Дубровське сільське поселення.

## Історія
Від 2004 року входить до складу муніципального утворення Дубровське сільське поселення.

## Населення
| 2010 |
| ---- |
| 45   |